# 오로블랑코

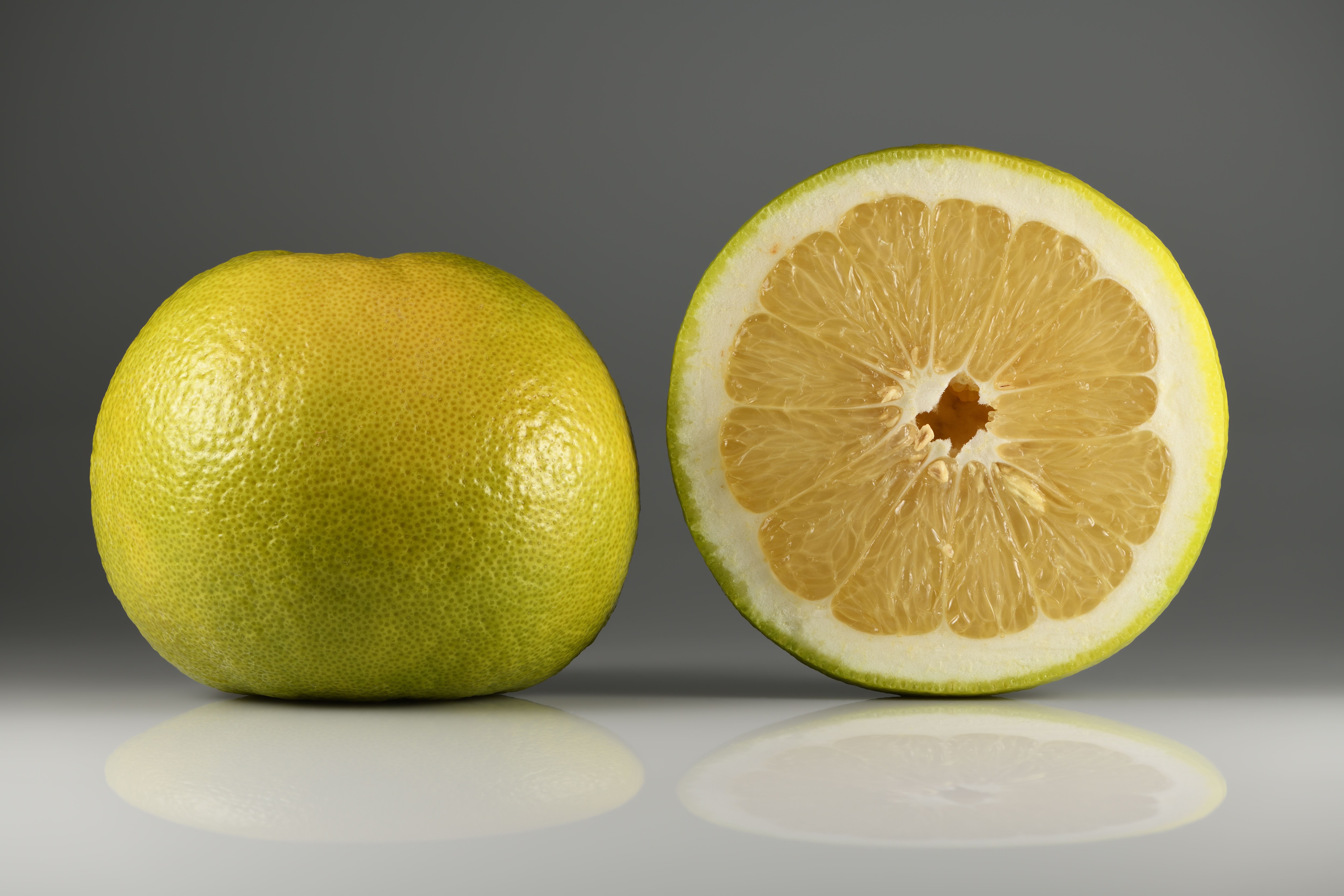

오로블랑코(Oroblanco, oro blanco) 또는 스위티(sweetie, 학명: Citrus grandis Osbeck × C. paradisi Macf.)는 산이 없는 포멜로와 마시 그레이프프루트를 교배하여 얻은 귤속 잡종이다. 과일은 편구형이고 대부분 씨 없는 열매이며, 성숙한 후에도 오랫동안 녹색을 띠는 두꺼운 껍질을 가지고 있다. 달콤하고 부드러운 맛이 나며, 일반적으로 그레이프프루트와 관련된 쓴맛이 없다. 다른 품종의 그레이프프루트보다 자라는 데 더 적은 열이 필요하며 더 빨리 수확할 수 있다. 온화한 기후에서 재배된 오로블랑코는 가장 높은 품질의 과일을 생산하는 경향이 있다.
이 잡종은 1958년 4월 캘리포니아 대학교 리버사이드의 두 유전학자인 제임스 W. 캐머런과 로버트 수스트에 의해 처음 만들어졌다. 이후 1980년에 재배자들에게 보급되었고, 재배자들은 이를 빠르게 채택했다. 처음에는 미국 시장에서 어려움을 겪었지만, 이스라엘의 재배자들이 일본, 중화인민공화국, 동남아시아 소비자들에게 달콤한 맛과 녹색 껍질을 광고하면서 인기가 다시 살아났다. 1990년에는 오스트레일리아 재배자들에게 수출되었지만, 상업적으로 성공하지 못했다.

## 설명

### 특징
오로블랑코는 삼배체 귤속 잡종으로, 산이 없는 포멜로 (C. grandis Osbeck)와 마시 그레이프프루트 (C. paradisi Macf.)를 교배하여 얻었다. 과일은 씨 없는 열매이며 옅은 노란색 과육을 가지고 있고, 다른 그레이프프루트보다 즙이 약간 적지만 약 30%의 즙 함량을 가지고 있다. 드물게 작고 퇴화된 씨앗을 포함하기도 한다. 두껍고 매끄러운 껍질은 녹색에서 노란색으로 변하는 데 매우 느리다. 사실, 껍질은 과일이 완전히 익은 후 몇 주가 지나야 노란색으로 변한다. 두꺼운 껍질의 결과로 먹을 수 있는 과육이 적다. 두꺼운 흰색 중과피와 큰 속이 빈 중심을 가지고 있으며, 편구형이다. 성숙한 과일의 무게는 약 400–500 그램 (14–18 oz)이며, 직경은 약 9 센티미터 (3.5 in)이다. 2020년 연구에 따르면 이 과일은 테르펜과 폴리페놀을 포함하여 그레이프프루트에서 발견되는 많은 화합물을 유지하고 있었다.

### 맛
오로블랑코의 맛은 부드럽고 달콤하다. 산이 없는 포멜로에서 유래했기 때문에 일반적으로 그레이프프루트와 관련된 쓴맛이 없지만, 추운 환경에서 재배되거나 성장기 초기에 섭취하면 산성 뒷맛이 느껴질 수 있다. 껍질과 막 또한 나링긴 함량 때문에 쓴맛을 지닌다. 과일의 브릭스/산 비율은 과일의 단맛과 산도를 비교하는 지표인데, 다른 그레이프프루트 품종보다 상당히 높다. 캘리포니아에서는 최소 10:1의 비율을 요구한다. 이에 비해 오스트레일리아에서 검사된 마시 그레이프프루트는 4.5:1의 비율을 보였다. 향은 "시트러스 향"과 "꽃향"이다.

### 수확

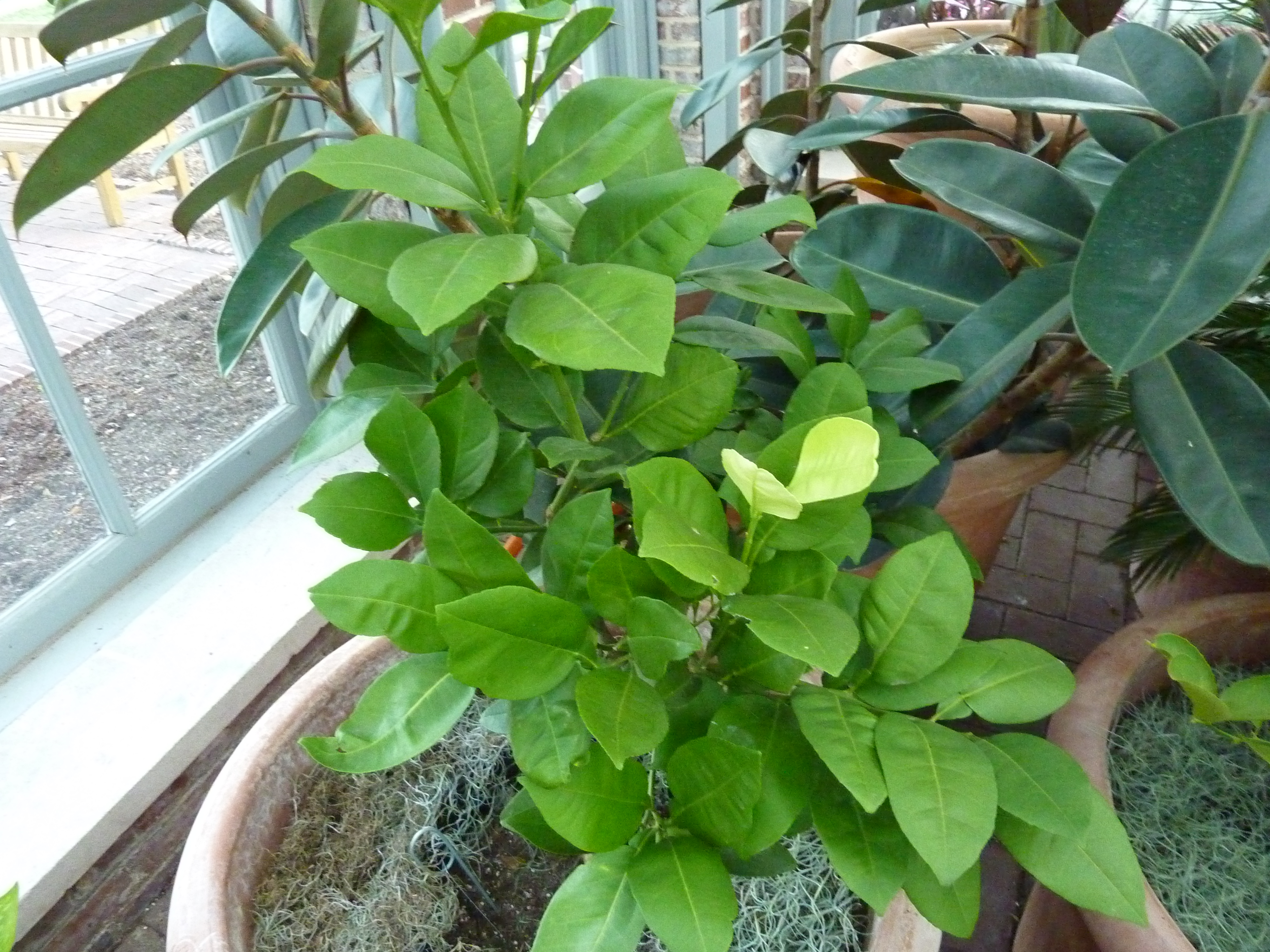
어린 오로블랑코 나무, 미주리 식물원

출시 전, 연구자들은 오로블랑코 나무를 온화한 기후, 춥고 습한 기후, 사막 기후에 심어 다른 환경에서의 생산성을 분석했다. 그들은 더 더운 기후에서 생산된 표본이 품질이 낮고, 더 추운 기후에서 생산된 표본이 과도하게 산성이라는 것을 발견했다. 따라서 온화하고 내륙 기후가 오로블랑코 성장에 최적이라고 판단했다. 오로블랑코는 일반 그레이프프루트보다 단맛을 내는 데 열이 덜 필요하며 다른 그레이프프루트 품종보다 빨리 수확할 수 있다. 오로블랑코는 캘리포니아주, 플로리다주, 이스라엘, 오스트레일리아에서 재배되었다. 캘리포니아에서는 수확기가 11월 말부터 3월까지 지속될 수 있다. 온대, 아열대, 열대 지역에서 재배되는 오스트레일리아에서는 지역과 받는 열량에 따라 수확기가 2월부터 12월까지 지속될 수 있다. 수확량은 다양할 수 있다. 수확량이 많은 계절에는 과일의 평균 크기가 줄어든다.
오로블랑코 나무는 빠르게 키가 크고 옆으로 퍼져나가며, 재배 시 수평으로 20피트 이상을 허용해야 하고, 보통 심은 지 5년 이내에 열매를 맺기 시작한다. 귤속 트리스타 바이러스에 취약하다. 오로블랑코에서 CTV의 흔한 증상은 줄기 구덩이로, 이는 나무의 성장을 저해하고 작고 품질이 낮은 과일을 생산하게 한다. 또한 과실파리 감염에도 취약하다.

## 역사
오로블랑코는 1958년 4월 캘리포니아 대학교 리버사이드의 유전학자 로버트 수스트와 제임스 W. 캐머런에 의해 산이 없는 포멜로 (C. grandis Osbeck)와 마시 그레이프프루트 (C. paradisi Macf.)의 교배를 통해 처음 만들어졌다. 이 교배를 통해 7개의 재배품종이 탄생했는데, 이 중 6개는 삼배체였고 1개는 사배체였다. 1962년에 이 7개의 재배품종은 리버사이드의 밭에 심어졌고, 나중에 다른 기후에서의 생산성을 시험하기 위해 엑서터, 샌타애나, 코첼라 밸리의 연구소에도 나무가 심어졌다. 심어진 재배품종 중 6C26,20으로 명명된 품종이 선택되어 "오로블랑코"로 지정되었는데, 이는 스페인어로 "백금"을 의미한다. 오로블랑코는 1980년에 재배자들에게 상업적으로 출시되었고, 특허는 캘리포니아 대학교 평의회에 속했다. 수스트와 캐머런의 1958년 교배에서 나온 또 다른 재배품종은 1986년에 "멜로골드"라는 이름으로 출시되기도 했다.

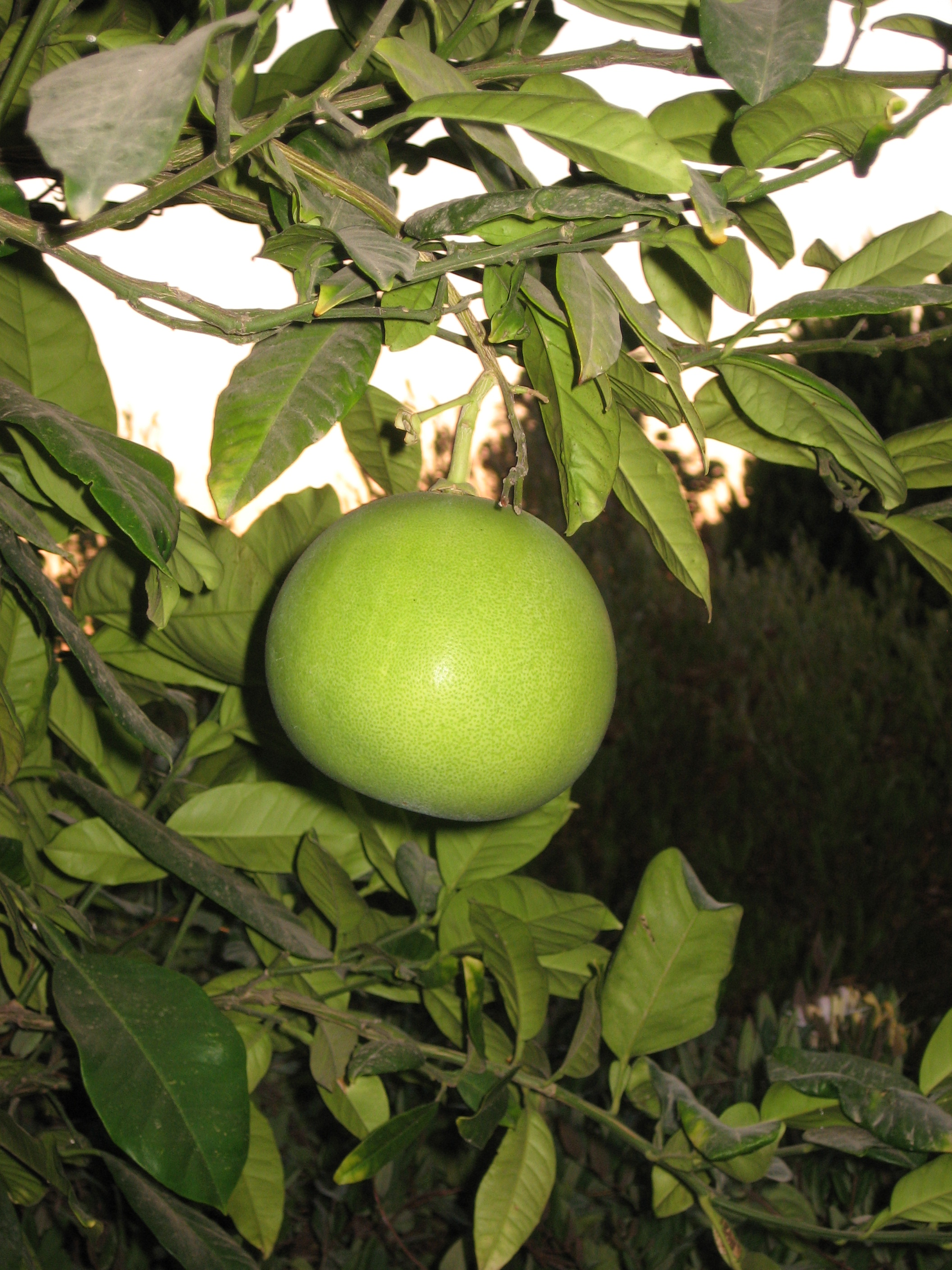
가지에 달린 오로블랑코

출시 후 오로블랑코는 재배자들에게 빠르게 채택되었다. 그러나 껍질이 두껍고 녹색에서 노란색으로 변하는 데 느려 소비자들이 아직 익지 않은 것으로 오인하면서 미국 시장에서 인기가 없었다. 심어진 많은 나무들이 제거되거나 다른 그레이프프루트 품종이 접목되었다. 1990년에 오스트레일리아 재배자들에게 수출되었고 같은 해에 오스트레일리아 묘목상 과일 개량 회사에 의해 배포되었다. 거기서도 인기를 얻지 못해 많은 나무들이 제거되었다.
오로블랑코는 나중에 이스라엘 재배자들이 과일을 재배하기 시작하면서 인기가 다시 살아났다. 이스라엘 재배자들은 이 과일을 "스위티"와 "골든 스위티"로 브랜딩하고 녹색 껍질과 달콤한 맛을 광고한 후, 일본에서 오로블랑코 구매자들의 큰 시장을 찾아 성공을 거두었다. 이스라엘과 오스트레일리아에서 동남아시아로의 과일 수출도 거의 동시에 시작되었다. 이는 미국에서의 나무 재배 재개로 이어졌고, 캘리포니아주와 플로리다주에 나무가 심어졌다. 이스라엘은 또한 중화인민공화국에서 오로블랑코 구매자를 찾았고, 2018년에는 3,000톤의 과일이 이스라엘에서 수출되었다. 그럼에도 불구하고 오로블랑코의 수확량은 여전히 더 인기 있는 마시 그레이프프루트에 비해 뒤처지고 있으며, 인기가 다시 살아났음에도 불구하고 캘리포니아에서는 2004년 1,105에이커에서 2024년 233에이커로 약 79% 감소하며 인기가 계속해서 줄어들고 있다.